# Ronkẹ Adékoluẹjo
Ronkẹ Adékoluẹjo ist eine britische Filmschauspielerin.

## Leben und Karriere
Adékoluẹjo ist nigerianischer Abstammung und kommt aus London. Sie studierte ab 2010 drei Jahre lang Schauspiel an der Royal Academy of Dramatic Art (RADA) in London und schloss 2013 mit einem Bachelor of Arts in Schauspiel (H-Level) ab. Seit 2014 ist sie vor allem fürs Fernsehen tätig. Ihr Schaffen umfasst mehr als zwei Dutzend Produktionen.
Erstmals machte Adékoluẹjo 2014 in einer Folge der Fernsehserie Suspects mit dem Titel Eyes Closed auf sich aufmerksam. Sie spielte dort die Freundin einer jungen Frau, die erstochen aufgefunden wird. In dem 2016 erschienenen Fernsehfilm NW, in dem einer von zwei wiedervereinten Freunden eine persönliche Krise durchlebt, wirkte Adékoluẹjo in der Rolle der Grace mit. Das Drehbuch basiert auf einem Roman der britischen Schriftstellerin Zadie Smith. Im darauffolgenden Jahr wirkte die Schauspielerin in zwei Folgen der Science-Fiction-Fernsehserie Doctor Who als Penny mit. In der amerikanischen Fantasy-Abenteuer-Komödie Christopher Robin, die auf dem Kinderbuch Pu der Bär von A. A. Milne beruht, war sie in der Rolle der Katherine Dane besetzt. In dem dramatischen Liebesfilm Been So Long von 2018 verkörperte Adékoluẹjo in einer Nebenrolle die beste Freundin der von Michaela Coel gespielten Hauptfigur. Von 2020 bis 2024 spielte sie Jack Starbright, eine der Hauptrollen der Fernsehserie Alex Rider.
Im Juni 2023 wurde Abela vom britischen Branchendienst Screen International zu seinen „Stars of Tomorrow“ im Vereinigten Königreich und Irland gezählt.

## Filmografie (Auswahl)
- 2014: Suspects (Fernsehserie, Folge Eyes Closed)
- 2016: NW (Fernsehfilm)
- 2017: Doctor Who (10. Staffel, Folgen Extremis und The Pyramid at the End of the World)
- 2018: Christopher Robin
- 2018: Been So Long
- 2020: Der göttliche Andere
- 2020–2024: Alex Rider (Fernsehserie, 16 Folgen)
- 2022: Chevalier
- 2022: Rain Dogs

## Auszeichnungen
- 2023: Screen International – „Star of Tomorrow“ (Schauspiel)